# Balkanisztika
A balkanisztika (vagy más néven: Balkán-tanulmányok) a balkáni népeket kutató tudományterület, amely azok történelmét, néprajzát, földrajzát, kultúráját és régészetét vizsgálja.
Létezik tudományos és oktatási szakterületként is, amely a balkáni régió történelmét és szellemi kultúráját kutatja az ókortól napjainkig, beleértve a balkáni népek irodalmát is. A hangsúlyt a Balkán-félsziget különböző nemzetei és kultúrái közötti közös vonások megtalálására helyezi, valamint ezeknek a kultúráknak a többi, elsősorban szláv világra gyakorolt hatására.
A balkanisztikával foglalkozó ún. balkanológusok, a saját kutatásik területükhöz igazodva gyakorlati szinten elsajátítják a balkáni nyelveket, közöttük a délszláv nyelveket (óegyházi szláv, bolgár, szerb, horvát, bosnyák, montenegrói, macedón és szlovén), valamint az albán, görög és román nyelvet is, amelyek együtt alkotják a balkáni nyelvi uniót.

## Története
A balkanisztika kialakulása szorosan kapcsolódik az Osztrák–Magyar Monarchia és más európai nagyhatalmak 19. századi és 20. század eleji nagyhatalmi törekvéseihez és felfedező expedícióihoz a Balkán-félszigeten. Az osztrák–magyar célok a „civilizálás kényszere” diskurzusában voltak elrejtve, a délkelet-európai népek életkörülményeinek „javítása” és a régió „visszavezetése” Európába nevében. A gyarmati uralomra jellemző akciók közé tartozott például a Balkán Bizottság létrehozása 1897-ben az Osztrák–Magyar Tudományos Akadémián, valamint a Balkánkutató Intézet megalapítása 1908-ban Szarajevóban az osztrák külügyminisztérium kezdeményezésére. Az Albán Konviktust 1908-ban, valamint az Albániai Bizottságot 1913-ban alapították meg Bécsben, amelyek közös támogatást kaptak az osztrák-magyar külügyminisztériumtól és a kereskedelmi minisztériumtól. Bosznia lakosságának 1879-es, valamint Albánia lakosságának 1918-as összeírásait az osztrák–magyar hadsereg vezérkara kezdeményezte az elfoglalt területeken.
Ennek az akadémiai formációnak az intézményesítése Délkelet-Európát önálló egységként ismerte el, ahol a filológiai megközelítések és a nacionalizmus nyelvészettel való összekapcsolása dominált. Ekkortájt főként az etnolingvisztika és a történeti nyelvészet iránt érdeklődtek, mivel Délkelet-Európa nyelvei még a standardizáció és a nemzetformálódás folyamatában voltak.
A nacionalizmus terjedésének öröksége később a „egységes balkáni projektek” létrejöttéhez vezetett, amelyeket elsősorban liberális és baloldali eszmék inspiráltak, és közös jövőt kerestek a régió számára. Ezek hatással voltak a későbbi kommunista elképzelésekre, mely egy balkáni föderáció létrehozását tűzte ki célul, amelyet a második világháború után kívántak megvalósítani. Ezeket a politikai víziókat a tudományos erőfeszítések is megerősítették, különösen az újonnan kialakuló balkanológia tudománya révén.

## A magyar balkanisztika története

### A kezdetektől a 19. századig
A magyar történelem során a Balkánhoz való viszony dinamikusan változott, és Magyarország egyszerre játszott közvetítő és kapu szerepet Nyugat-Európa és a Balkán között.
A magyarság és a Balkán közötti kapcsolatok már a Honfoglalás előtt kialakultak, és a Bizánci Birodalom, valamint más balkáni államok, mint Bulgária és Szerbia, jelentős szerepet játszottak ezekben a viszonyokban. A középkorban a magyarok déli terjeszkedése Horvátország megszerzésével és a bánságok létrehozásával járt, de a török hódítás a 14. századtól fokozatosan visszaszorította a magyar befolyást. 
A magyar Balkán-kutatás a 18. századtól kezdődött, és bár sokszor intézményes támogatás nélkül zajlott, a tudományos érdeklődés az idők folyamán kiterjedt a politikai, földrajzi, gazdasági és természettudományi kérdésekre is. 

### A magyar balkanisztika az Osztrák-Magyar Monarchia keretein belül
A 19. században a modern magyar gazdasági törekvések megerősödtek, különösen a Duna szabályozása és a Balkán piaca iránti érdeklődés révén.
Az 1867-es kiegyezést követően Magyarország külkereskedelmi érdeklődése és politikai törekvései a Balkán felé fordultak, mivel itt kevesebb versennyel szembesültek, és sikeres gazdasági lehetőségeket találtak. A Monarchia Bosznia-Hercegovina megszállása és későbbi annexiója révén nagyhatalmi szereplővé vált a térségben, miközben igyekezett megakadályozni más nagyhatalmak, különösen Oroszország befolyásának növekedését. A balkáni államok függetlenségi törekvései és a Monarchia belső etnikai kihívásai befolyásolták Magyarország külpolitikáját, és gazdasági elitje tudatosan épített a térség feszültségeinek kihasználására. A turanizmus ideológiája és a Balkán kutatásai összekapcsolódtak a térség iránti kulturális és politikai érdeklődéssel, különösen Törökország és Bulgária irányába.
A korszak kiemelkedő magyar balkanológusa Kánitz Fülöp Félix volt, aki földrajzi, térképészeti, kultúrtörténeti és néprajzi kutatásaival vált ismertté, különösen Szerbia és Bulgária északi területeit tanulmányozva. Kánitz a Balkán első, nemzetközi hírű magyar kutatója volt, akinek munkássága jelentős hatást gyakorolt az Osztrák–Magyar Monarchia politikai és gazdasági elitjére. Később a magyar tudományos közélet más személyiségei, például Kállay Benjamin és Thallóczy Lajos is jelentős mértékben hozzájárultak a Balkán történeti és politikai kérdéseinek vizsgálatához.
Az 1867 utáni magyar gazdasági fejlődés és a Balkán iránti érdeklődés következményeként a kormány a keleti kereskedelem fejlesztésére oktatási intézményeket hozott létre. Az 1890-es években a Kereskedelmi Akadémián indított keleti kereskedelmi tanfolyam és a későbbi M. Kir. Keleti Kereskedelmi Akadémia célja a balkáni kapcsolatok fejlesztése volt. Az akadémia gyakorlatorientált oktatást biztosított, különös hangsúlyt fektetve a keleti nyelvek tanítására és a balkáni gazdasági földrajz oktatására, valamint tanulmányi kirándulásokat és nyelvtanulási lehetőségeket kínált.

### Az MTA és a Balkán-kutatás
A Magyar Tudományos Akadémia (MTA) a 20. század elején, különösen az első világháború előtti években, jelentős lépéseket tett Kelet- és Balkán-kutatás intézményesítésére. Teleki Pál kiemelkedő szerepet játszott ebben a folyamatban, melynek célja a térség földrajzi, történeti, nyelvészeti és gazdasági helyzetének tudományos kutatása volt. Az 1913-as MTA közgyűlésen felmerült egy „Keleti Bizottság” létrehozása, mely elsősorban a Balkán, de távolabbi keleti területek vizsgálatát is célul tűzte ki.
A Bizottság létrehozását követően megállapították, hogy a Balkánon a balkánháborúk következtében új kulturális fejlődési korszak kezdődött, amely Magyarország számára is fontos lehetőségeket jelentett. A német és osztrák tudományok példája inspiráló volt, mivel ezek az országok már korábban is jelentős kutatásokat végeztek a térségben.
Az MTA-nak fontos szerepet kellett vállalnia a balkáni nyelvek kutatásában és szótárak összeállításában, valamint a Balkán-félsziget átfogó enciklopédiájának elkészítésében. A tervezett „Balkáni és Előázsiai Földrajzi Intézet” megalapítása azonban az anyagi lehetőségek hiányában meghiúsult, különösen a háborús körülmények miatt.
A Balkán-kutatás ennek ellenére folytatódott, és az MTA szervezésében 1916-ban több expedíció is elindult a Balkánra, például Pécsi Albert vezetésével, aki átfogó földrajzi kutatásokat végzett. A kutatások során összegyűjtött anyagok és elemzések jelentős tudományos eredményeket hoztak, különös tekintettel a Balkán természetföldrajzi adottságaira, régészeti örökségére és erőforrásaira.

### A Konstantinápolyi Magyar Tudományos Intézetet (KMTI)
A Konstantinápolyi Magyar Tudományos Intézetet (KMTI) 1916-ban alapították, és 1917 januárjában kezdte meg működését Hekler Antal vezetésével. Fő célja a magyar–török történelmi kapcsolatok kutatása volt, valamint tudományos és politikai célokat is szolgált a háború alatt. Az intézet számos nehézséggel szembesült, beleértve a megfelelő épület és munkaerő biztosítását, illetve az ellátást. Működése rövid életű volt (1917–1919), de hozzájárult több ösztöndíjas későbbi tudományos pályájának alakulásához.

## A balkanisztika altudományai
- A délszláv tanulmányok amelyek a déli szláv népek, valamint nyelvi, irodalmi, kulturális és történelmi örökségük vizsgálatát foglalják magukban.
  - Jugoszláv tanulmányok, vagy jugoszlavisztika – Jugoszlávia történelme, irodalma és kultúrájának tanulmányozása
    - Szerbisztika – a szerb nyelv, irodalom, történelem és kultúra tanulmányozása
    - Kroatisztika – a horvát nyelv, irodalom, történelem és kultúra tanulmányozása
    - Macedonisztika – a macedón nyelv, irodalom, történelem és kultúra tanulmányozása

  - Bolgarisztika – a bolgár nyelv, irodalom, történelem és kultúra tanulmányozása

- Albanológia – az albán nyelv, irodalom, történelem és kultúra tanulmányozása
- Hellenológia – a görög nyelv, irodalom, történelem és kultúra tanulmányozása
- Romanisztika – a román nyelv, irodalom, történelem és kultúra tanulmányozása
- Bizantinológia – a Bizánci Birodalom irodalmával, történelmével és kultúrájával foglalkozó tudomány
- Oszmanisztika – az Oszmán Birodalom irodalmával, történelmével és kultúrájával foglalkozó tudomány

## A balkanisztika neves képviselői

### Neves külföldi balkanológusok
- Jacob Grimm (1785–1863) német nyelvész, irodalomtudós, jogász, akit a német filológia és ókortudomány megalapozójaként tartanak számon.

- Pavel Jozef Šafárik (1795–1861) szlovák nyelvész és történész, a prágai egyetem könyvtárnoka.
- Konstantin Josef Jireček (1854–1918) cseh származású történész, politikus, diplomata, a cseh balkanológia atyja.
- Stojan Novaković (1842–1915) szerb nyelvész és államférfi, 1895–1896 között és 1909-ben Szerbia miniszterelnöke.
- Jovan Cvijić (1865–1927) szerb geológus és geográfus.
- Georg Ostrogorszky (1902–1976) orosz származású, túlnyomórészt Jugoszláviában élő és alkotó bizantinológus, történész.
- Nicolae Șerban Tanașoca (1941–2017) román történész, bizantinológus és oszmanista.
- Marija Todorova (1949–) bolgár történész, a balkanológia kiemelkedő alakja.

### A magyar balkanisztika neves alakjai
- Kanitz Fülöp Félix (1829–1904) magyar származású osztrák művészettörténész, térképész, régész és etnográfus.
- Kállayi Béni (1839–1903) politikus, diplomata, történész az Osztrák–Magyar Monarchia belgrádi főkonzulja, az Osztrák–Magyar Monarchia közös pénzügyminisztere, majd ebbéli minőségében haláláig Bosznia kormányzója.
- Thallóczy Lajos (1857–1916) magyar történész, a Magyar Tudományos Akadémia tagja.
- Nopcsa Ferenc (1877–1933) kalandos életű magyar paleontológus, geológus, albanológus, hírszerző, albán trónaspiráns, az MTA levelező, majd rendes tagja (később erről lemondott).
- Strausz Adolf (1853–1944) magyar közgazdász, etnográfus, balkanológus, egyetemi tanár.
- Fehér Géza (1890–1955) magyar régész, egyetemi oktató, a Bolgár Tudományos Akadémia tagja.
- Moravcsik Gyula (1892–1972) Kossuth-díjas bizantinológus, egyetemi tanár, a Magyar Tudományos Akadémia rendes tagja.
- Hadrovics László (1910–1997) állami díjas nyelvész, szlavista, egyetemi tanár, a Magyar Tudományos Akadémia rendes tagja. Kutatási területe a délszláv-magyar történelem, valamint a horvát nyelv helyesírás- és nyelvtörténete, valamint a magyar funkcionális mondattan és frazeológia.
- Niederhauser Emil (1923–2010) Széchenyi-díjas magyar történész, művelődéstörténész, egyetemi tanár, a Magyar Tudományos Akadémia rendes tagja. Kelet-Európa történelmének neves kutatója.
- A. Sajti Enikő (1944–) magyar történész, egyetemi tanár, professor emerita, a Balkán, Jugoszlávia és a délvidéki magyar kisebbség 20. századi történetének jeles és elismert kutatója.
- Szondi György (1946–) József Attila-díjas magyar költő, műfordító, szerkesztő, bolgarista.
- Juhász József (1955–) magyar történész, fő kutatási területe Jugoszlávia története.
- Hekka László (1959–) horvát-magyar származású kutató jogász, író, újságíró, tudósító, szakfordító, egyetemi docens.
- Sokcsevits Dénes (1961–) magyarországi horvát történész, egyetemi docens.
- Márkusz László (1968–) magyar diplomata, pristinai nagykövet.
- Hornyák Árpád (1971–) magyar történész, a Pécsi Tudományegyetem Modernkori Történeti Tanszék tanszékvezetője. Fő kutatási területe a magyar–jugoszláv diplomáciai kapcsolatok a 20. században.
- Csáplár-Degovics Krisztián (1976–) magyar történész, albanológus, fő kutatási területe Albánia, Szerbia, Koszovó és Macedónia 19-20. századi története.
- Demeter Gábor (1980–) magyar történész, a Debreceni Egyetem Történettudományi Kar tanára. Fő kutatási területe a Balkán gazdaságtörténete.
- Vukman Péter (1980–) magyar történész, a Szegedi Tudományegyetem Történeti Intézetének egyetemi tanára. Fő kutatási területe a titói Jugoszlávia, különös a külpolitikája és magyar kapcsolata.

## Balkanisztika Magyarországon
- Budapest – ELTE BTK Kelet-, Közép-Európa Története és Történeti Ruszisztikai Tanszék (Mesterképzés) Balkanisztika mesterszak
- Pécs – PTE BTK Politikai Földrajzi, Fejlődés és Regionális Tanulmányok Tanszéke (Mesterképzés) Balkán-tanulmányok mesterszak
- Szeged – SZTE BTK Szláv Intézet (Alapképzés) Balkanisztika specializáció